# John Talabot
John Talabot es un DJ, productor y músico electrónico de Barcelona, España. John Talabot es el seudónimo, procedente del colegio donde estudió este DJ, de Oriol Riverola. En sus inicios como Dj en la escena electrónica de Barcelona, empezó a hacerse un hueco con el nombre D.A.R.Y.L. en sus sesiones como residente de la sala Lo-li-ta de Razzmatazz Clubs. 
Talabot había publicado una serie de pistas en 2009, pero saltó a la fama con la pista Sunshine en 2010. Lanzó su álbum de debut Fin en enero de 2012 con Permanent Vacation, obteniendo una calificación de 5 estrellas para The Guardian.
En el año 2014, John Talabot y el suéco Axel Boman se juntan bajo el nombre Talaboman y publican “Sideral”, un maxi publicado por los sellos de ambos artistas, Hivern Discs y Studio Barnhus.
En estos últimos años John Talabot se ha convertido en uno de los principales exponentes en la música electrónica del país gracias a sus producciones y a sus giras como Dj en las que ha estado actuando en los principales festivales y clubs del mundo. Todavía estamos esperando que saque un nuevo disco.

## Discografía

### Singles
- My Old School (2009)
- Sunshine (2009)
- Lamento (2009)
- Mathilda's Dream (2010)
- Families (2011)
- So Will Be Now (Permanent Vacation, 2013)
- Without You (!K7 Records, 2015)
- Machine (John Talabot's Synthedit) / Peter (The Drifter Edit) (2015)
- Master - DreadMan (John Talabot's Dusty Edit) (2015)
- Sfire 3 (John Talabot Remixes) (2016)
- Voices (2016)
- The Strange Silence (2017)
- Melbourne Bolero / Madhouse Dub (2023) (como Talaboman)
- Bosca Bosca / Bosco Bosco (2023) (como Talaboman)

### Álbumes
- Hiver a L'Estiu (2008)
- fIN (2012)
- fIN Remixes Part 1 (EP, 2012)
- Dj-Kicks John Talabot (2013)
- Sideral (2013)
- The Night Land (2017)